# 常寧殿
常寧殿，為天皇御所內的後宮七殿之一，又稱為後町。
位於承香殿北，西側是弘徽殿和登花殿，東側則有麗景殿和宣耀殿，為皇后、中宮或地位較高之女御的宮室